# ESP Ra.De.
ESP Ra.De. (エスプレイド?, Esupureido) è un videogioco sviluppato da Cave e distribuito da Nihon System e Atlus in Giappone. Ambientato nell'anno 2018, ha per protagonisti tre ESP che tentano di fermare Lady Garra e il suo sindacato Yaska nella conquista di Tokyo.
Sviluppato in concomitanza con Dangun Feveron (1998), il titolo venne messo in produzione subito dopo il completamento di DoDonPachi (1997). Ebbe come direttore artistico Junya Inoue (alla sua prima esperienza per la software house), che voleva che fosse uno sparatutto visivamente attraente per i giocatori che si svolgesse in un ambiente realistico con gli umani come personaggi controllabili. Il gioco non vide alcun porting contemporaneo a causa di diritti e problemi di pubblicazione con Atlus fino a quando non fu ripubblicato come ESP Ra.De. Psi per Nintendo Switch e PlayStation 4 nel 2019 da M2.
ESP Ra.De. si rivelò molto popolare tra i giocatori arcade giapponesi e i critici elogiarono la sua meccanica unica del misuratore di potenza, la presentazione stilistica, la grafica e il design audio di Inoue, ma il sistema di punteggio venne reputato a volte complesso e confuso. La riedizione fu invece acclamata per le sue modalità e i personaggi extra, oltre che per aver risolto i problemi con il sistema di punteggio originale. Il titolo ebbe due spin-off, Espgaluda (2003) e Espgaluda II (2005).